# Битва у Полкостеня
Битва у Полкостеня — эпизод русско-половецких войн, победа дружины Переяславского княжества над войском половецких кочевников в июне 1125 года.

## Ход сражения
Сражение произошло на территории Переяславского княжества у стен летописного города Полкостеня (ныне село Повстин в Полтавской области). После известия о смерти Владимира Мономаха половцы решили совершить набег на Переяславскую землю. Переяславский князь Ярополк Владимирович, не дожидаясь помощи киевских и черниговских полков, вместе с переяславцами выступил против половцев, которые после неудачных попыток взять города Баруч и Бронькняж опустошали Посулье. Численное преимущество было на стороне половцев, однако победу в битве одержало переяславское войско во главе с Ярополком Владимировичем. Как сообщает Киевская летопись, часть половцев была перебита, часть утонула в реке. Это был один из немногих случаев, в которых переяславцам удавалось отразить половецкое вторжение собственными силами.